# Chad Gable
Charles Edward „Chas” Betts (ur. 8 marca 1986 w Minneapolis w Minnesocie) – amerykański wrestler i były zapaśnik w stylu klasycznym. Obecnie występuje w federacji WWE w brandzie SmackDown pod pseudonimem ringowym Chad Gable. Był członkiem tag-teamu American Alpha, który tworzył wraz z Jasonem Jordanem. Wspólnie byli w posiadaniu WWE SmackDown Tag Team Championship oraz NXT Tag Team Championship.

## Kariera zapaśnika
Betts został licealnym mistrzem stanu Minnesota, zdobył dwa medale mistrzostw panamerykańskich, w tym złoto (w 2012). Akademicki wicemistrz świata z 2006. Zajął 32. miejsce na mistrzostwach świata w 2009
. Uczęszczał do Northern Michigan University.
Brał udział w letnich igrzyskach olimpijskich w 2012; zajął dziewiąte miejsce w kategorii 84 kg.

## Kariera profesjonalnego wrestlera

### WWE

#### NXT (2013–2016)
W listopadzie 2013 Betts ogłosił, iż podpisał kontrakt rozwojowy z federacją wrestlingu WWE. Został przydzielony do szkółki WWE – Performance Center. Przyjął pseudonim ringowy Chad Gable i zadebiutował na house showie NXT, 5 września 2014.
W maju 2015 rozpoczął storyline z Jasonem Jordanem; próbował namówić Jordana do zakończenia współpracy z jego dotychczasowym tag-team partnerem – Tye’em Dillingerem – i utworzenia nowego tag-teamu. Po 2 miesiącach, Jordan zgodził się na zmianę parterów. W debiutowej walce, 15 lipca 2015, drużyna Gable’a i Jordana pokonała Eliasa Samsona i Steve’a Cultera. We wrześniu wzięli udział w turnieju Dusty Rhodes Tag Team Classic; odpadli w półfinale. Choć początkowo byli heelami, Gable i Jordan szybko zaskarbili sobie przychylność fanów, co doprowadziło do face turnu drużyny. Gable i Jordan pokonywali w walkach drużynowych takie tag-teamy jak The Ascension czy The Vaudevillains. 7 stycznia 2016, nazwa drużyny została zmieniona na American Alpha.
16 marca pokonali The Vaudevillains, tym samym stając się pretendentami do NXT Tag Team Championship. Na gali NXT TakeOver: Dallas, 1 kwietnia 2016, pokonali The Revival w walce o pasy mistrzowskie; utracili je jednak w walce rewanżowej z Revival na NXT TakeOver: The End.

#### SmackDown (od 2016)
W lipcu w wyniku draftu w WWE, American Alpha stało się częścią brandu SmackDown. 2 sierpnia na odcinku SmackDown, Jordan i Gable zadebiutowali w głównym rosterze pokonując The Vaudevillains. Podczas pre-show gali SummerSlam, American Alpha połączyło siły z The Hype Bros i The Usos, gdzie wspólnie pokonali The Vaudevillains, The Ascension i Breezango w 12-osobowym tag team matchu. We wrześniu, American Alpha wzięło udział w turnieju wyłaniających pierwszych posiadaczy WWE SmackDown Tag Team Championship, pokonując Breezango w pierwszej rundzie. W półfinałach spotkali się z The Usos, gdzie pokonali ich w szybkim pojedynku na odcinku SmackDown z 6 września, lecz Usos zaatakowali Gable’a po walce, kontuzjując jego kolano; wykluczyło to możliwość wystąpienia w finale na gali Backlash.
1 listopada na gali SmackDown, American Alpha pokonało The Spirit Squad i stało się częścią tag-teamowej drużyny SmackDown w 10–on–10 Survivor Series Elimination Tag Team matchu na gali Survivor Series. American Alpha zostali wyeliminowani przez Luke’a Gallowsa i Karla Andersona, zaś ich drużyna została pokonana przez zespół Raw. American Alpha zdobyło SmackDown Tag Team Championship na SmackDown z 27 grudnia w four-way elimination matchu, gdzie przypięli broniących mistrzostw The Wyatt Family (Randy’ego Ortona i Luke’a Harpera). Po powtórnym pokonaniu Wyatt Family podczas tygodniówki SmackDown Live z 10 stycznia, para skutecznie obroniła pasy w tag team turmoil matchu na gali Elimination Chamber. 21 marca na odcinku SmackDown stracili tytuły na rzecz The Usos.

## Mistrzostwa i osiągnięcia

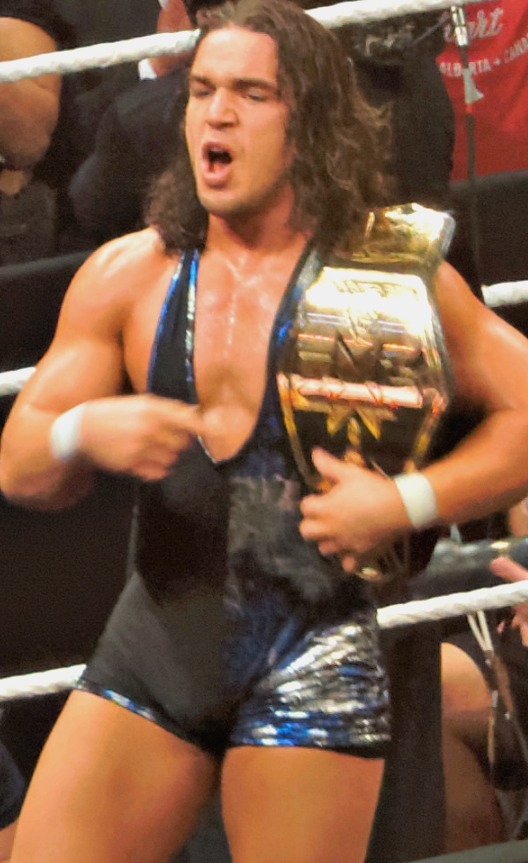
Gable jest jednokrotnym posiadaczem NXT Tag Team Championship

### Zapasy
- Licealne
  - Minnesota State Wrestling Champion (2004)
- Medale międzynarodowe
  - World University Games – srebro (2006)
  - Mistrzostwa panamerykańskie w zapasach – srebro (2008), złoto (2012)
  - Gedza International – srebro (2012)
  - Granma Cup – brąz (2012)
  - Dave Schultz Memorial International – złoto (2012)
- Letnie igrzyska olimpijskie
  - 9. miejsce w kategorii 84 kg (2012)

### Wrestling
- Pro Wrestling Illustrated
  - PWI umieściło go na 123. miejscu w top 500 wrestlerów rankingu PWI 500 w 2016[14]
- Wrestling Observer Newsletter
  - Najlepszy debiutant (2015)
- WWE
  - WWE SmackDown Tag Team Championship (1 raz) – z Jasonem Jordanem
- WWE NXT
  - NXT Tag Team Championship (1 raz) – z Jasonem Jordanem